# 2CR5
2CR5 — формат литиевых батарей питания для мелкой бытовой техники (например, фотоаппараты). Состоит из двух литий–диоксид марганцевых элементов типоразмера CR15400, заключенных в пластиковый корпус специальной формы, предотвращающей возможность неправильного использования батареи . 

## Технические характеристики
- Напряжение — 6 В.
- Размер — 34 × 45 × 17 мм.
- Вес — 42 г.
- Ёмкость — 1500 мА·час.

## Достоинства
- Высокая морозоустойчивость.
- Пологая кривая разряда.
- Возможность очень длительного хранения без использования.
- Большая ёмкость на единицу веса по сравнению с традиционными батареями.

## Область применения
- Профессиональная фототехника
- Сенсорные смесители для раковины
- Электронные бинокли и другие оптические системы

## Другие названия
Идентичны и взаимозаменяемы с 2CR5 форматы:
- 2CR5
- DL245
- EL2CR5
- RL2CR5

## Аккумуляторы
Существуют перезаряжаемые аккумуляторные батареи этого стандарта.